# وزارت جهاد کشاورزی
وزارت جهاد کشاورزی از وزارت‌خانه‌های جمهوری اسلامی ایران است که در سال ۱۳۷۹ با ادغام دو وزارت جهاد سازندگی و کشاورزی تشکیل شد. اکنون تصدی این وزارت را غلامرضا نوری قزلجه برعهده دارد.

## تاریخچه
پیش از دوره قاجاریه نامی از اداره فلاحت یا وزارت فلاحت در هیچ کتابی نیست، بلکه همه جا گفتگو از املاک شاه و دیوان خالصجات یا اداره خالصجات است. در زمان مظفرالدین شاه در سال ۱۲۶۹ طبق تصویب‌نامه هیئت وزرا اداره‌ای به نام اداره‌کل فلاحت و تجارت تأسیس شد. در سال ۱۳۰۹ وزارت فلاحت و تجارت و فواید به ۲ وزارت‌خانه تقسیم شد، وزارت اقتصاد ملی و وزارت راه اداره‌های فلاحت و تجارت و معادن، وزارت اقتصاد ملی را تشکیل می‌داد.
در شهریورماه ۱۳۱۰ وزارت اقتصاد ملی به سه اداره‌کل تقسیم شد که عبارت بود از اداره‌کل فلاحت، اداره‌کل صناعت و اداره‌کل تجارت. در سال ۱۳۱۱ از دو اداره‌کل فلاحت و صناعت، یک اداره‌کل به نام اداره‌کل صناعت و فلاحت شکل گرفت که پس از دو الی سه سال از هم جدا شدند و دوباره اداره‌کل فلاحت و اداره‌کل صناعت هر یک جداگانه تأسیس شد و پس از چند سال نام اداره‌کل فلاحت به اداره‌کل کشاورزی تبدیل شد.
از شهریورماه ۱۳۲۰ اداره‌کل کشاورزی به وزارت کشاورزی ترفیع یافت. ایران هفتم آذرماه ۱۳۳۲ عضو فائو گردید. کارشناسان این سازمان بین‌المللی در سال‌های ۱۳۳۲ تا ۱۳۵۰ بخش چشمگیری از ذخایر ژنتیکی گندم، جو و یولاف ایران را تحت عنوان تحقیقات و بررسی گردآوری کرده و ارزیابی نمودند اما سپس آنان را از ایران خارج نموده و به بریتانیا، کانادا و دیگر کشورهای خارجی منتقل کردند.
در سال ۱۳۳۵ هدف و وظایف وزارت کشاورزی و شرح وظایف آن تدوین شد. در سال‌های ۱۳۴۶ و ۱۳۴۷ با تصویب قوانینی چهار وزارت‌خانه کشاورزی، اصلاحات ارضی، منابع طبیعی، تولیدات کشاورزی و مواد مصرفی فعالیت‌های مربوط به بخش کشاورزی را عهده‌دار شدند. در سال ۱۳۵۰ وزارت منابع طبیعی منحل شد و وزارت کشاورزی و منابع طبیعی به وجود آمد. در سال ۱۳۵۶ از ادغام وزارت کشاورزی و منابع طبیعی و وزارت تعاون و امور روستاها وزارت کشاورزی و عمران روستایی تشکیل شد وسازمان آن در سال ۱۳۵۸ به تصویب رسید. در سال ۱۳۵۹ براساس یک لایحه قانونی مراکز خدمات کشاورزی، روستایی و عشایری شکل گرفت. در سال ۱۳۶۲ وظایف عمران روستایی و سازمان امور عشایری از وزارت کشاورزی جدا و به وزارت جهادسازندگی محول شد. در سال ۱۳۶۶، سازمان شیلات و آبزیان از وزارت کشاورزی جدا و جزو وزارت جهادسازندگی شد. در سال ۱۳۶۸ بنا به تصویب مجلس شورای اسلامی امور بازرگانی چای از وزارت بازرگانی جدا و به وزارت کشاورزی محول شد. در سال ۱۳۶۹، منابع طبیعی و امور دام براساس قانون تفکیک وظایف وزارت‌خانه‌های کشاورزی و جهادسازندگی مصوب ۱۱ شهریور ۱۳۶۹ مجلس شورای اسلامی به وزارت جهادسازندگی واگذار شد.
سرانجام به‌منظور رفع نابسامانی‌ها و نارسایی‌ها در بخش کشاورزی براساس قانون برنامه سوم توسعه اقتصادی، اجتماعی و فرهنگی جمهوری اسلامی ایران در جهت اصلاح نظام اداری، کاهش تصدی‌های غیر ضروری، ارتقای بهره‌وری و کارایی نیروی انسانی و مدیریت دستگاه‌های اجرایی، حذف موازی کاری‌ها و تجمع امور کشاورزی و توسعه و عمران روستایی، لایحه ادغام وزارت جهاد سازندگی و وزارت کشاورزی و تشکیل وزارت جهاد کشاورزی توسط سازمان مدیریت و برنامه‌ریزی تهیه شد و در تاریخ ۲۶ مرداد ۱۳۷۹ با قید یک فوریت به مجلس شورای اسلامی رفت. این لایحه در تاریخ ۶ دی ۱۳۷۹ به تصویب نمایندگان مجلس شورای اسلامی رسید و در تاریخ ۱۰ دی ۱۳۷۹ توسط شورای نگهبان تأیید شد.

## آرم
نشان رسمی این وزارت‌خانه با الهام گرفتن از نشان جهاد سازندگی سابق، با تفاوت مختصری در شعار آن شکل گرفت.
قسمت بالای این نشان آیه «قل إنما اعظکم بواحدة أن تقوموا لله»، شعار مرکز این نشان، «همه با هم جهاد کشاورزی» و در قسمت زیرین این آرم، «۱۳۷۹» سال تشکیل این وزارت‌خانه آمده است.
این آیه، نماد توجه به خداوند و یادآور این نکته است که گرچه کشاورز، دانه می‌کارد، ولی این خداوند است که آب از آسمان فرو می‌فرستد، زمین را سیراب می‌کند، حاصل آن را از دل زمین بیرون می‌کشد و مواد غذایی به شکل‌های گوناگون به انسان عطا می‌کند.
یال سمت راست آرم، یک خوشه گندم به شکل داس و یال سمت چپ آرم، داس به‌عنوان ابزار پایه جمع‌آوری دسترنج کشاورزان است. شعار «همه با هم» این آرم نماد همدلی مردم و وحدت در خدمت‌رسانی از سوی این وزارت‌خانه است. کلمه «جهاد» با تأکید بیشتر و با قلم درشت‌تر در وسط آرم درج شده است که نماد روحیه جهادی در آبادانی و تولید کشور است. کل شاکله این نشان به شکل دایره، نمادی از کشاورزی در عرصه کره خاکی است.

## گرسنگی پنهان
گرسنگی پنهان به‌مفهوم عدم احساس گرسنگی به‌دلیل مصرف فراورده‌های نشاسته‌ای سیرکننده اما فاقد توانایی لازم برای برطرف‌کردن همهٔ نیازهای بدن انسان می‌باشد. این پدیده بیشتر به‌صورت کمبود آمینواسیدهای ضروری، کمبود آهن، کمبود ویتامین‌ها و کمبود اسیدهای چرب ضروری می‌باشد که در بیشتر موارد منجر به انواع بیماری‌ها، اختلالات رشدی، کم‌خونی، کندذهنی، اختلالات روانی، اختلالات عصبی و همچنین آسیب‌پذیری دربرابر میکروب‌های بیماری‌زا می‌گردد.
در ایران اکنون میانگین مصرف گوشت هر ایرانی شش کیلوگرم در سال و برای خانوارهای کارگران سه کیلوگرم در سال است که ۶۰ درصد از میانگین جهانی پایین‌تر و یک‌چهاردهم میانگین میزان مصرف سرانهٔ گوشت در کشورهای توسعه‌یافته است. در لبنیات نیز مصرف سرانهٔ هر ایرانی ۵۰ تا ۶۰ کیلوگرم در سال است که ۷۰ درصد کمتر از میانگین جهانی است. این میزان در کشورهای توسعه‌یافته میان ۲۴۰ کیلوگرم در سال تا ۴۳۰ کیلوگرم در سال متغیر است؛ بنابراین مصرف سرانه در ایران یک‌هشتم تا یک‌پنجم کشورهای توسعه‌یافته می‌باشد.
در مقابل میانگین مصرف سرانهٔ گندم، به‌ازای هر ایرانی سالانه ۱۶۷ کیلوگرم است که سه‌برابر مصرف گندم سرانه در کشورهای توسعه‌یافته است. همچنین میانگین سرانهٔ مصرف برنج در ایران نیز ۳۶ کیلوگرم در سال است که ۶ تا ۶٫۵ برابر سرانهٔ کشورهای اروپایی است.

## ترویج و سلامت کشاورزی

### کودهای شیمیایی
در دهه‌های نخست جمهوری اسلامی به‌ویژه دوران وزارت عیسی کلانتری، ترویج مصرف کودهای ازته و فسفره در ایران توسط این وزارت انجام گرفت، اما با وجود اهمیت کاربرد درست کودهای شیمیایی، در میان کشاورزان ایرانی تنها استفاده از کودهای نیتروژنه (مانند اوره و آمونیوم) و کودهای فسفره آن‌هم به‌صورت نامتناوب و یکباره رایج است؛ که عدم مصرف کودهای پتاسه و عدم مصرف کودهای ریزمغذی (مانند آهن)، منجر به عدم جذب متوازن کودها نسبت به نیاز گیاه، و بالطبع افت بسیار شدید عملکرد محصولات کشاورزی ایران، به‌علاوه انباشت کودهای نیتروژنه در بافت گیاهان به‌صورت خام و مصرف‌نشده (تجمع نیترات) گردیده که خود منجر به نارسایی‌های گوارشی و حتی سرطان در مصرف‌کنندگان و مرجوعی بسیاری از محصولات کشاورزی ایران از بازارهای صادراتی گشته است.

### سموم شیمیایی
برای مصرف سمومی مانند آفت‌کش‌ها و قارچ‌کش‌ها دوره‌ای تحت عنوان دوره کارنس تعریف می‌شود که دیرترین زمان مصرف سم تا برداشت را نشان می‌دهد و برروی بسته‌بندی این محصولات درج می‌گردد؛ به‌طور مثال اگر سمی دارای دوره کارنس ۲۰ روزه است، دیرترین زمانی که می‌توان اقدام به مصرف آن در مزرعه، باغ یا گلخانه نمود، ۲۱ روز تا برداشت است و در این مدت نباید محصول برداشت شده تا بقایای آن سم در گیاه زنده، تجزیه شده و به مقدار ناچیز برسد. اما در ایران بنابر گزارش‌ها دوره کارنس به‌ندرت مراعات شده و کشاورزان در این زمینه آموزشی ندیده‌اند، به‌علاوه سموم نیز دارای استانداردهای جهانی نیستند؛ درنتیجه محصولات کشاورزی دارای بقایای سموم بالایی می‌باشند که بدون نظارت بازرس و انجام آزمایش‌های کیفی و بهداشتی وارد بازار مصرف می‌گردند.

### آنتی‌بیوتیک‌ها
برای مصرف آنتی‌بیوتیک‌ها در پرورش دام، طیور، آبزیان و زنبورعسل استانداردهایی علمی مانند دوره پرهیز یا همان دوره منع مصرف تعیین شده است که پیش از سپری‌شدن زمان منع مصرف، دامپزشک نباید اجازه ارسال دام و طیور به کشتارگاه یا مصرف شیر و دیگر فراورده‌های جانوری را بدهد. به‌علاوه از آنتی‌بیوتیک در ایران به‌عنوان محرک رشد در تولید محصولات دام، طیور، آبزیان و زنبورعسل نیز استفاده می‌شود که در ادبیات عامه به‌اشتباه به‌نام گوشت و مرغ هورمونی شناخته شده است. اما در بسیاری از کشورها و مناطق توسعه‌یافته مانند اتحادیه اروپا، به‌کارگیری آنتی‌بیوتیک به‌عنوان محرک رشد گیاه یا جانور ممنوع است. از زیان‌های عدم رعایت دوره پرهیز و به‌کارگیری آنتی‌بیوتیک‌ها به‌عنوان محرک رشد، می‌توان به افزایش تولید هورمون‌های رشد و مردانه در بدن مصرف‌کنندگان، ایجاد مقاومت‌های آنتی‌بیوتیکی و ابتلا به سرطان در آنان اشاره کرد. در پژوهش‌های انجام‌شده، باقی‌مانده آنتی‌بیوتیکی تخم‌مرغ تا حدود ۱۲ تا ۱۴ درصد بالاتر از حد مجاز و رسوب آنتی‌بیوتیکی شیر تا ۳۰ درصد بالاتر از حد مجاز نیز، در برخی استان‌های ایران گزارش شده است.

### پسابرداشت
آلوده‌شدن محصولات کشاورزی و دامپروری ایران به توکسین‌های بسیار خطرناک و سرطان‌زا مانند آفلاتوکسین که توسط میکروب‌های گنده‌رو تولید می‌شوند، نیز به‌دلیل عدم رعایت اصول علم پسابرداشت در هنگام برداشت گیاه، کشتار یا دوشش دام، ترابری، نگهداری یا فرآوری تولیدات گیاهی و جانوری در صنایع تبدیلی؛ یکی دیگر از مسائل ترویجی کشاورزی است که توجهی در ایران بدان نشده است.

## وزیران در دوره جمهوری اسلامی
- محمود حجتی (۱۳۸۴–۱۳۷۹)
- محمدرضا اسکندری (۱۳۸۸–۱۳۸۴)
- صادق خلیلیان (۱۳۹۲–۱۳۸۸)
- محمود حجتی (۱۳۹۸–۱۳۹۲)
- کاظم خاوازی (۱۴۰۰–۱۳۹۹)
- سید جواد ساداتی‌نژاد (۱۴۰۲–۱۴۰۰)
- محمدعلی نیکبخت (۱۴۰۳–۱۴۰۲)
- غلامرضا نوری قزلجه (تاکنون–۱۴۰۳)

## ساختار داخلی
این وزارت‌خانه شامل هفت معاونت با نام‌های زیر می‌باشد:
- معاونت امور آب و خاک کشاورزی
- معاونت امور باغبانی
- معاونت امور تولیدات دامی
- معاونت امور زراعت
- معاونت برنامه‌ریزی و امور اقتصادی
- معاونت توسعه بازرگانی
- معاونت توسعه مدیریت و منابع

## سازمان‌های وابسته
- سازمان امور اراضی کشور
- سازمان امور عشایر ایران
- سازمان تحقیقات، آموزش و ترویج کشاورزی
- سازمان منابع طبیعی و آبخیزداری کشور
- سازمان توزیع نهاده‌های دامی
- سازمان حفظ نباتات
- سازمان شیلات ایران
- سازمان مرکزی تعاون روستایی ایران
- سازمان چای کشور
- سازمان دامپزشکی کشور

## مؤسسات و شرکت‌های وابسته
- صندوق بیمه محصولات کشاورزی
- شرکت مادر تخصصی خدمات کشاورزی
- شرکت مادر تخصصی صندوق حمایت از توسعه سرمایه‌گذاری در بخش کشاورزی
- شرکت شهرک‌های کشاورزی
- شرکت پشتیبانی امور دام
- شرکت سهامی خدمات حمایتی کشاورزی
- مؤسسه پژوهش‌های برنامه‌ریزی، اقتصاد کشاورزی و توسعه روستایی
- مؤسسه جهاد استقلال
- مؤسسه جهاد نصر
- شرکت مادر تخصصی بازرگانی دولتی ایران[۳۵]
- قرارگاه امنیت غذایی

## هک شدن
یک‌شنبه ۴ اردیبهشت ۱۴۰۱ وب‌سایت وزارت جهاد کشاورزی توسط یک گروه هکری به نام «از قیام تا سرنگونی» هک شد و تصاویری از مسعود رجوی و مریم رجوی رهبران سازمان مجاهدین خلق ایران و شورای ملی مقاومت ایران به همراه تصویر سید علی خامنه‌ای با ضربدر قرمز در صفحه اصلی این وب‌سایت منتشر شد.